# Cournon-d'Auvergne
Cournon-d'Auvergne è un comune francese di 19 959 abitanti situato nel dipartimento del Puy-de-Dôme nella regione dell'Alvernia-Rodano-Alpi.

## Società

### Evoluzione demografica
Abitanti censiti

## Amministrazione

### Gemellaggi
- Ariccia